# Los Flores
Los Flores är en ort i Mexiko.   Den ligger i kommunen Carrillo Puerto och delstaten Veracruz, i den sydöstra delen av landet, 270 km öster om huvudstaden Mexico City. Los Flores ligger 278 meter över havet och antalet invånare är 204.
Terrängen runt Los Flores är platt åt sydost, men åt nordväst är den kuperad. Terrängen runt Los Flores sluttar österut. Runt Los Flores är det ganska tätbefolkat, med 134 invånare per kvadratkilometer. Närmaste större samhälle är Cuitláhuac, 7,2 km väster om Los Flores. Trakten runt Los Flores består till största delen av jordbruksmark.